# Železniční stanice Jerušalajim Jicchak Navon
Jerušalajim Jicchak Navon (hebrejsky ירושלים – יצחק נבון‎) je podzemní železniční stanice v Jeruzalémě postavená jako konečná stanice vysokorychlostní železniční tratě do Tel Avivu. Nachází se na prostranství mezi ústředním autobusovým nádražím a mezinárodním kongresovým centrem Binjanej ha-Uma. Pro veřejnost byl provoz na trati otevřen 25. září 2018. V blízkosti nádraží je zastávka tramvaje, která zajišťuje navazující dopravu do centra města.

## Historie
Základní kámen stavby byl položen 12. září 2006. Ceremonie se zúčastnil ministr dopravy Ša'ul Mofaz, starosta Jeruzaléma Uri Lupolianski a generální ředitel Izraelských drah Ofer Linčevski.
Před zahájením prací bylo nutno odstranit pomník obráncům Jeruzaléma, který stál na prostranství před Binjanej ha-uma předchozích 37 let a jehož zásluhou prostranství získalo neoficiální název „kikar Nizkor“, podle hebrejského nápisu „Vzpomínáme“ na pomníku. Pomník byl přemístěn na prostranství před Nejvyšším soudem

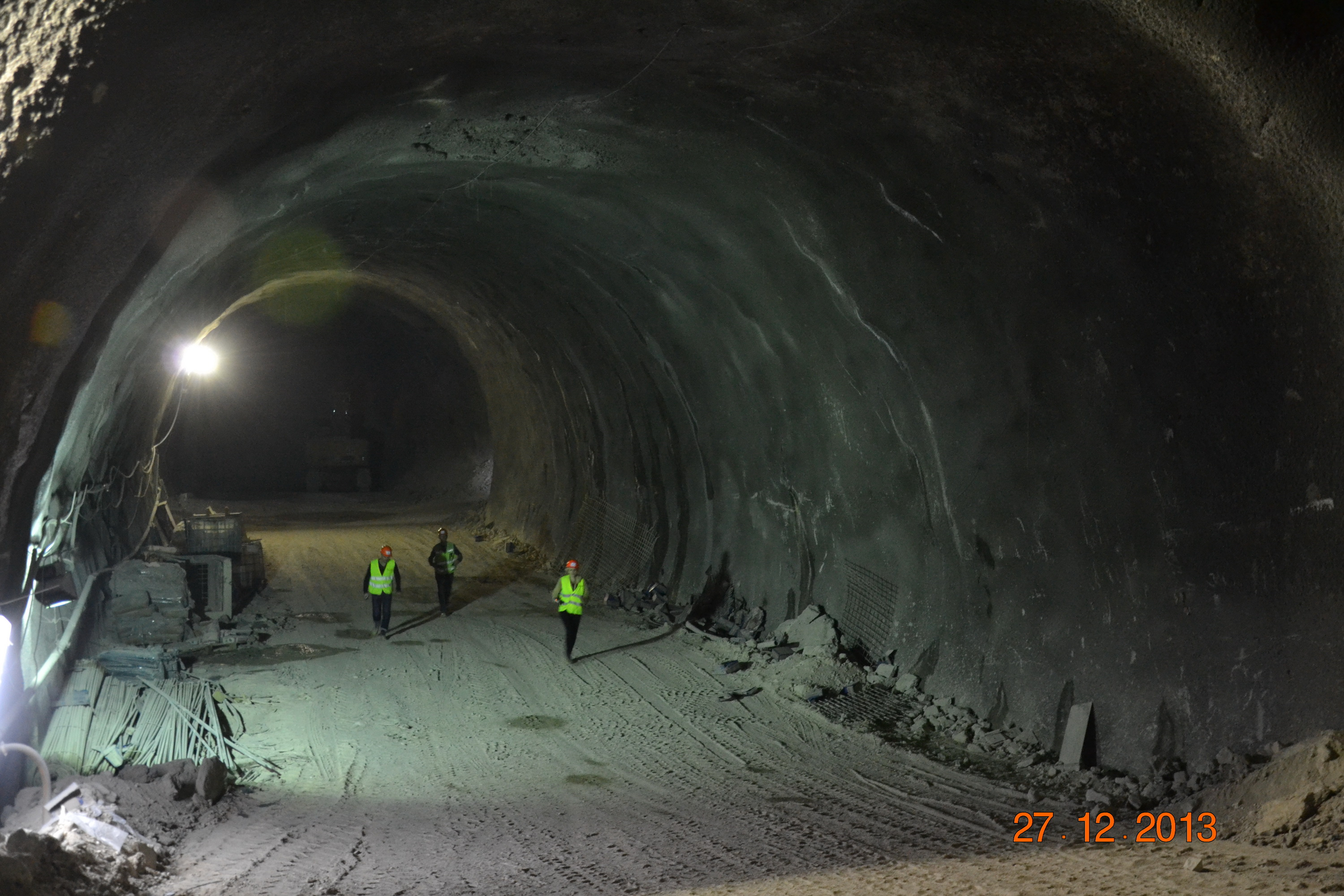
Výstavba podzemní odbavovací haly, 2013
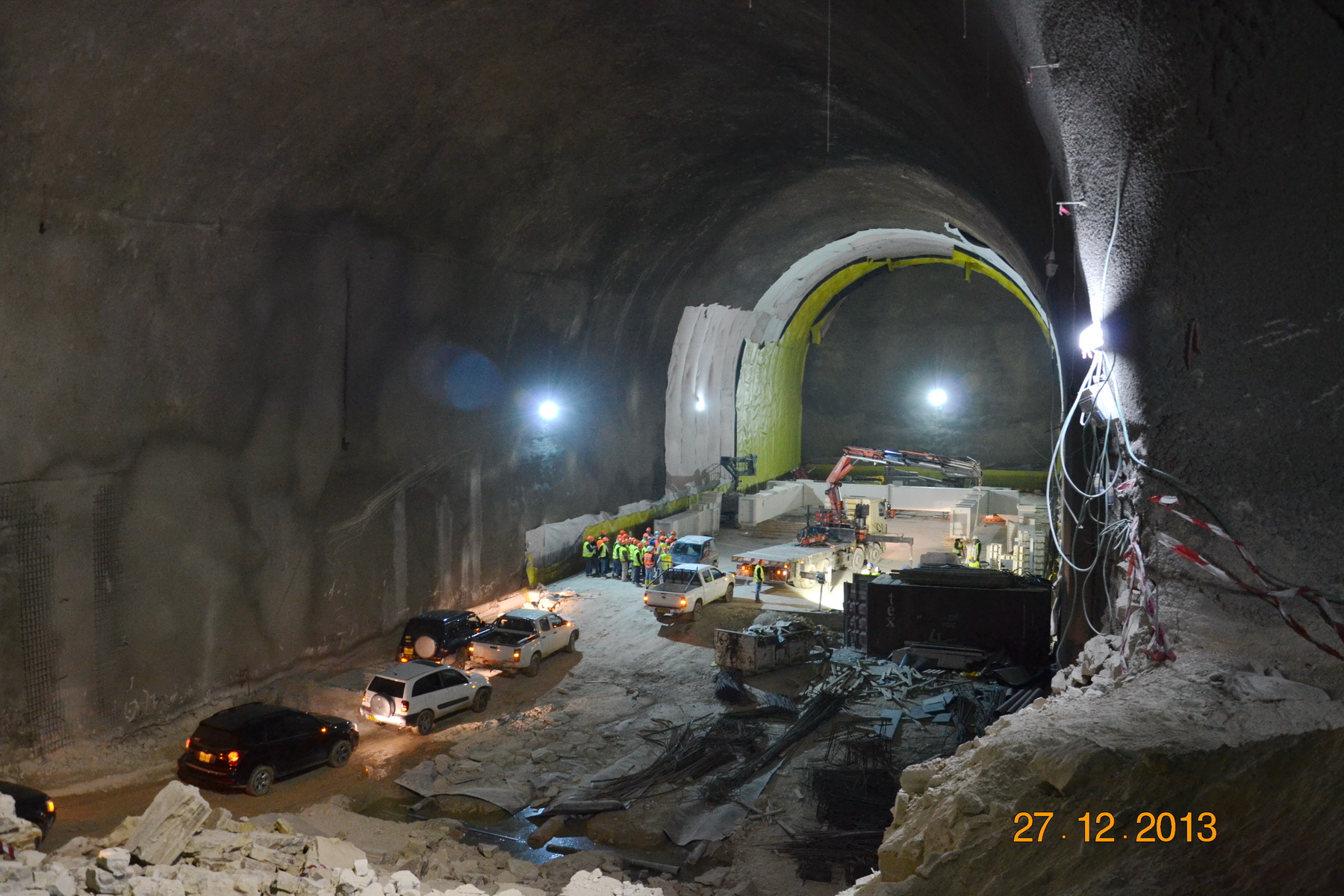
Montáž stroje pro závěrečné vyzdívání na konci tunelu severní koleje.
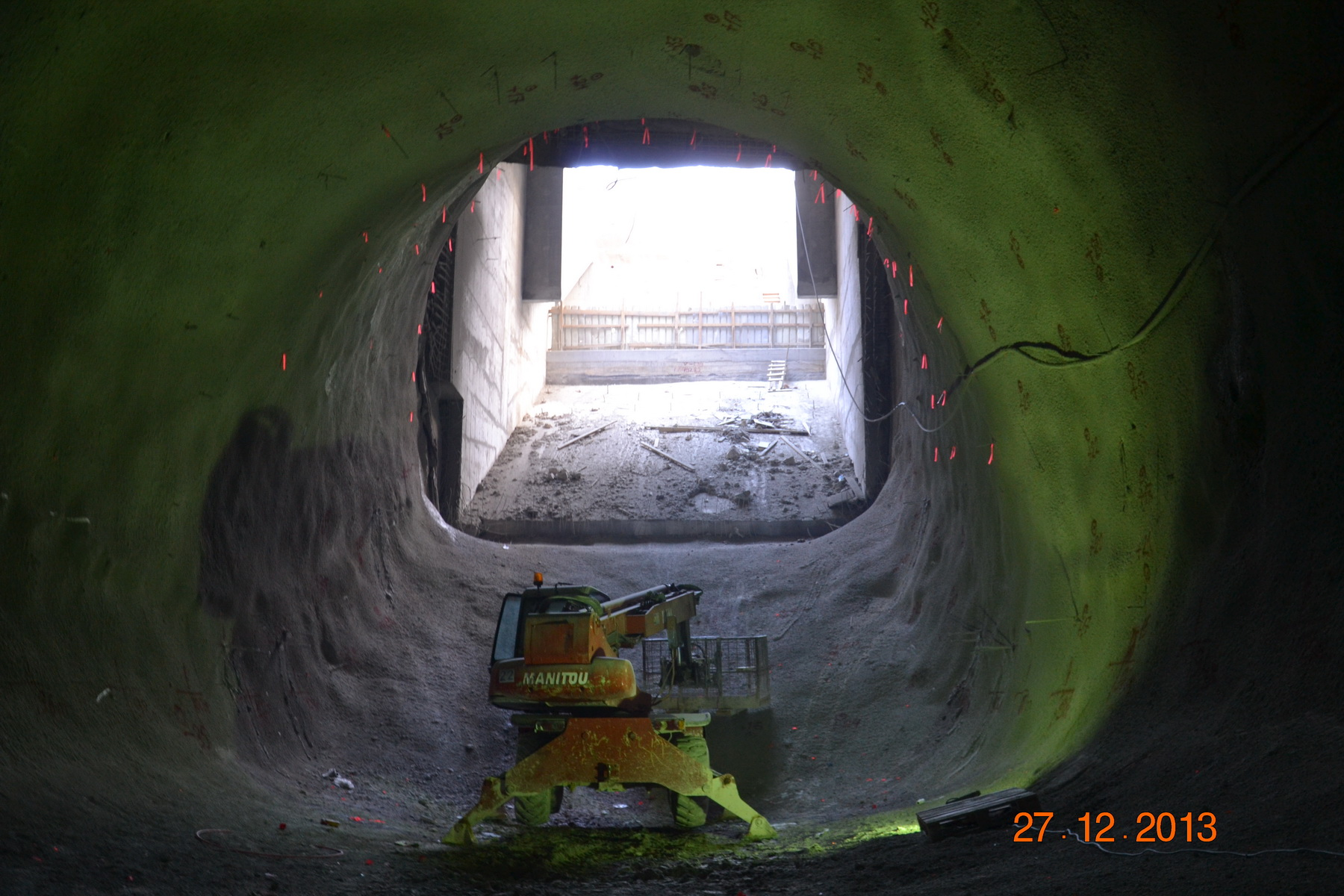
Konec eskalátorové šachty po ukončení první vyzdívky, prosinec 2013
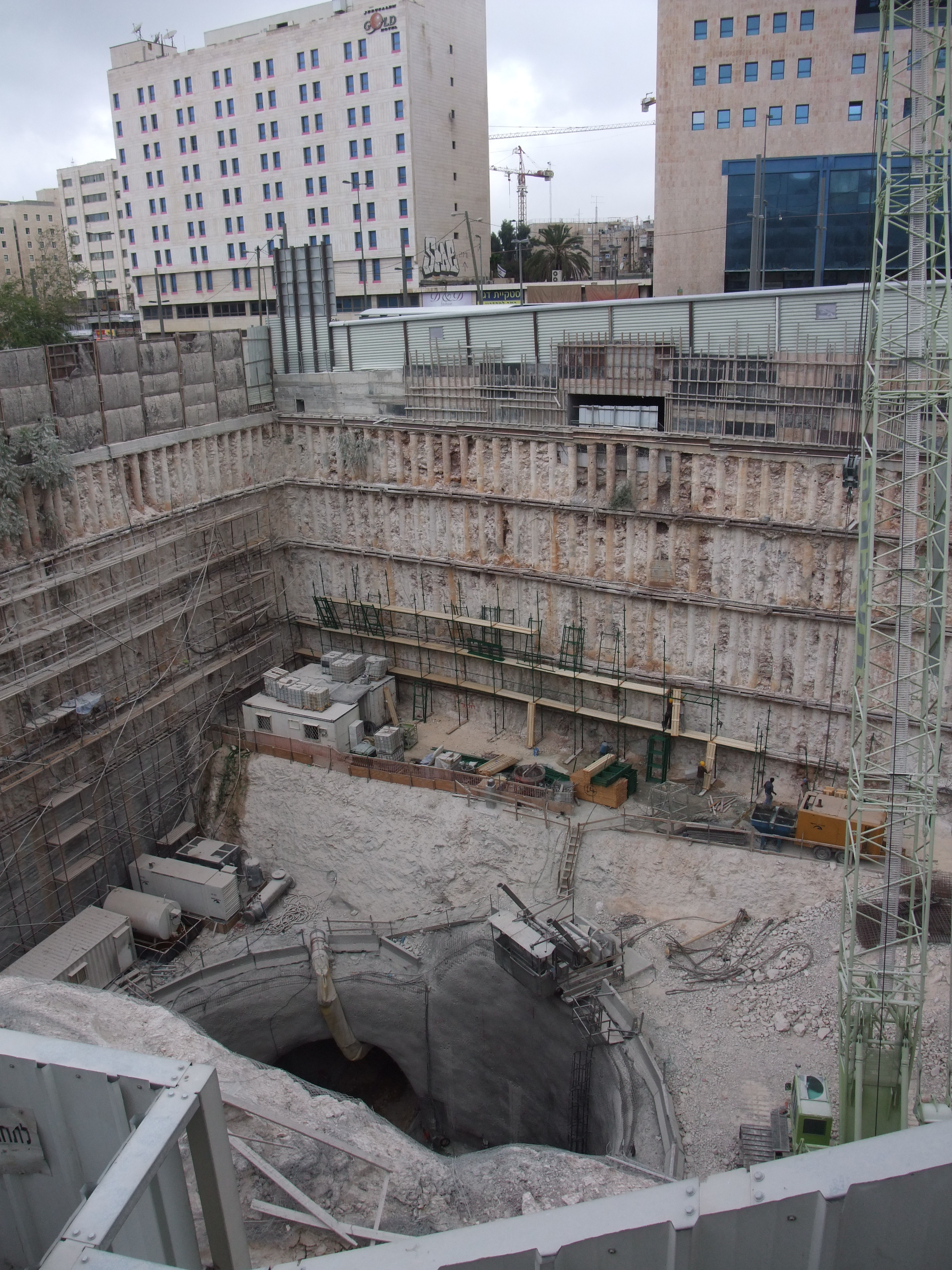
Výkopové práce, září 2010
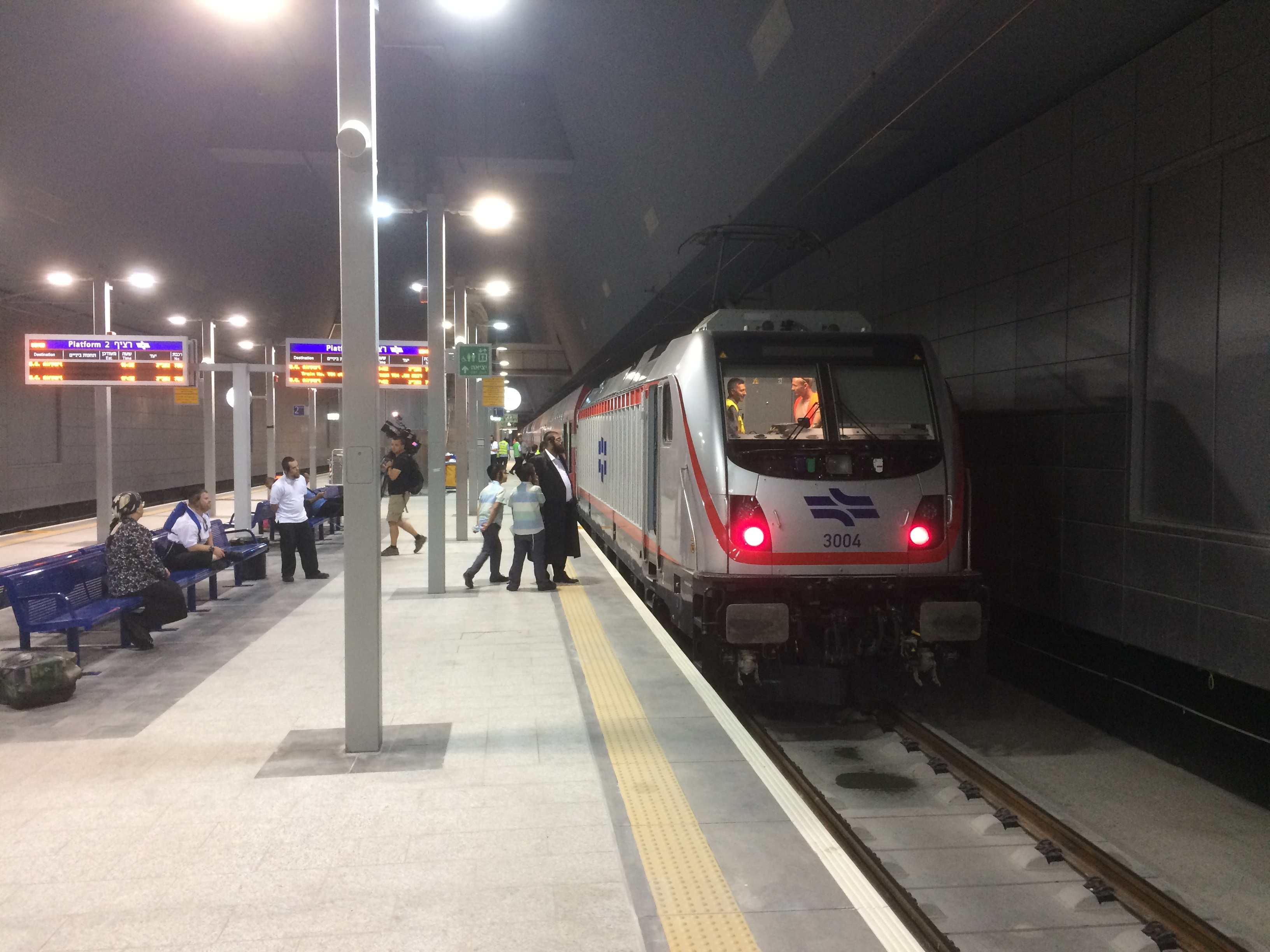
Vlaková souprava ve stanici během prvního dne provozu pro veřejnost, 25. září 2018